# Tong’an

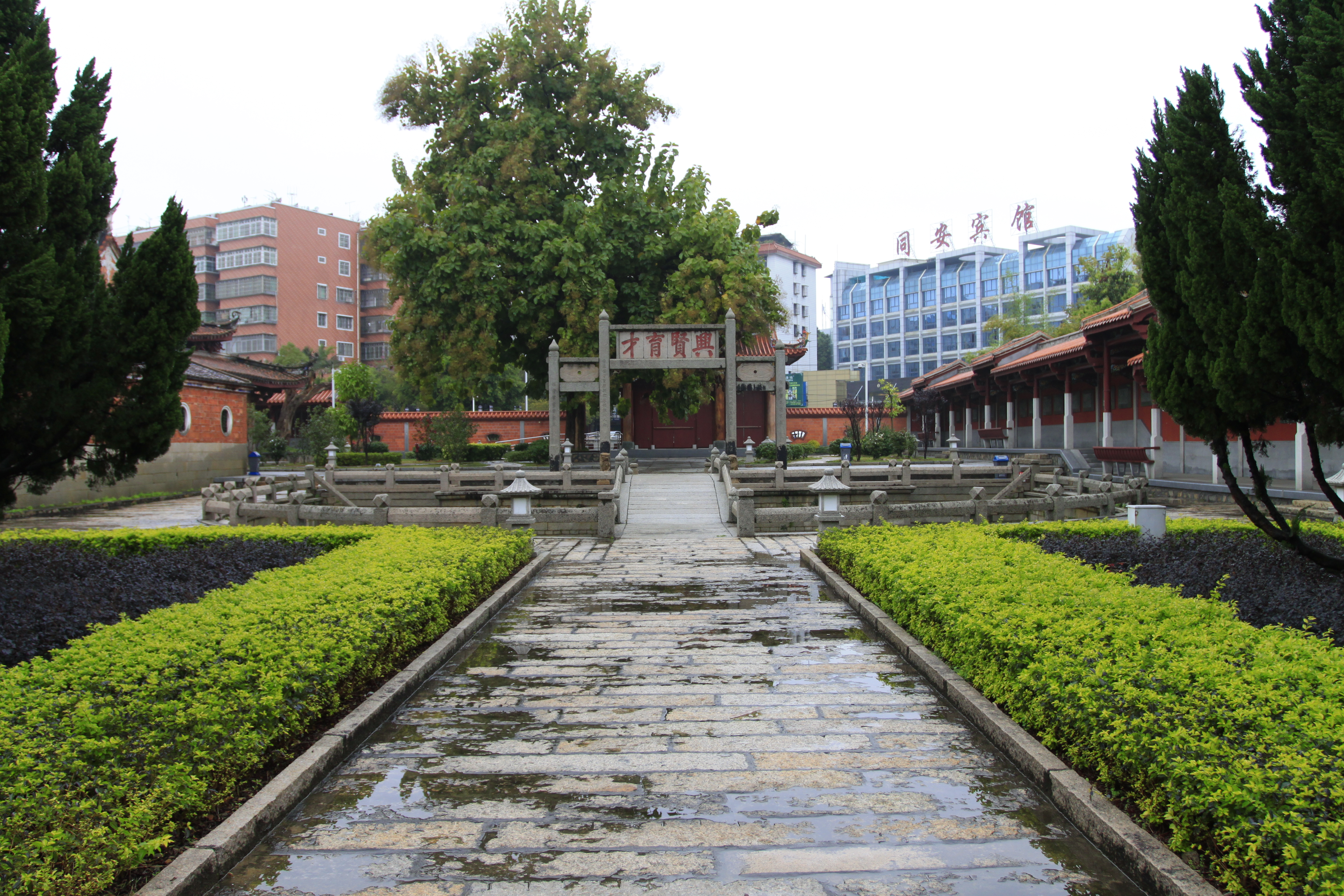
Der konfuzianische Tempel Tong’an im Bezirk Tong’an in der Stadt Xiamen, Provinz Fujian, China, ist eine Einrichtung zum Schutz von Kulturdenkmälern in der Provinz Fujian.

Tong’an (chinesisch 同安区, Pinyin Tóng’ān Qū) ist ein chinesischer Stadtbezirk in der Provinz Fujian. Er gehört zum Verwaltungsgebiet der Unterprovinzstadt Xiamen. Tong’an hat eine Fläche von 670,9 km² und zählt 855.920 Einwohner (Stand: 2020).

## Administrative Gliederung
Auf Gemeindeebene setzt sich der Stadtbezirk aus zwei Straßenvierteln und sechs Großgemeinden zusammen. 